# Sollefteå GIF
Sollefteå GIF ist ein schwedischer Sportverein aus Sollefteå. Der Verein ist insbesondere für seine Skisprungabteilung und Fußballmannschaft, die drei Spielzeiten in der zweithöchsten Spielklasse antrat, bekannt. Die mittlerweile aufgelöste Handballmannschaft stand einmal im Endspiel um die schwedische Meisterschaft.

## Geschichte
Sollefteå GIF gründete sich 1898 und bot zunächst Turnen und Leichtathletik an, 1905 entstand die Fußballabteilung. In den 1920er Jahren kamen zunächst eine Tennis- und später eine Handball- sowie gegen Ende des Jahrzehnts Box- und Tischtennisabteilungen hinzu. 1934 machte der Klub erstmals überregional auf sich aufmerksam, als die Handballmannschaft das Endspiel um die Landesmeisterschaft erreichte. Dort unterlag sie jedoch dem Göteborger Klub Redbergslids IK.
Am 1. Januar 2000 teilte sich Sollefteå GIF auf und die einzelnen Abteilungen bildeten eigenständige Untervereine.

### Fußball
Die 1905 gegründete Fußballmannschaft des Sollefteå GIF trennte sich 1917 vom Verein und ging im Sollefteå AIK auf. Die Trennung dauerte jedoch nur drei Jahre und anschließend schlossen sich beide Klubs zusammen. Nach Einführung des Ligasystems in Schweden Ende der 1920er Jahre spielte die Mannschaft zunächst im unterklassigen Bereich. 
Anfang der 1950er setzten die Fußballer des Sollefteå GIF zum Höhenflug an. 1951 erstmals Meister der vierten Liga, marschierte der Klub in den folgenden Jahren in die zweite Liga durch. Die Zweitligaspielzeit 1953/54 beendete der Aufsteiger nach nur drei Saisonsiegen gemeinsam mit GIF Sundsvall und Ljunga IF auf einem Abstiegsplatz. Mit drei Punkten Vorsprung auf Domsjö IF kehrte der Klub als Sieger der Division 3 Mellersta Norrland direkt in die zweite Liga zurück. Wiederum währte der Aufenthalt nur eine Spielzeit, hinter den Mitabsteigern IFK Östersund und Sandvikens AIK belegte der Verein den letzten Tabellenrang. Nach mehreren Plätzen im vorderen Tabellenbereich dauerte es bis 1960, ehe der Klub erneut als Staffelsieger in die zweite Liga zurückkehrte. Erneut war er chancenlos und trat mit neun Punkten den Gang in die Drittklassigkeit an.
Nach dem Abstieg platzierte sich Sollefteå GIF zunächst im mittleren Tabellenbereich seiner Drittligastaffel, geriet aber in der Mitte des Jahrzehnts in Abstiegsgefahr. Belegte der Klub zweimal in Folge den letzten Nichtabstiegsplatz, musste er 1967 als Tabellenvorletzter in die vierte Liga absteigen. Hier etablierte sich der Klub in den folgenden Jahren, ehe er Ende der 1970er Jahre in die Fünftklassigkeit abrutschte. Zwischen 1984 und 1987, als die Mannschaft 1986 eine Ligareform überstand, und nochmals zwischen 1994 und 1996 meldete sich der Klub kurzzeitig in der vierten Liga zurück. Zur Jahrtausendwende klopfte der Klub erneut an der vierten Liga an, scheiterte aber mehrfach erst in der Aufstiegsrunde.
2005 überstand Sollefteå GIF eine Ligareform in der fünften Liga, stieg aber in der folgenden Spielzeit in die sechste Liga ab. Aufgrund des schlechteren Torverhältnisses gegenüber dem punktgleichen Konkurrenten IF Älgarna verpasste der Klub zwar den direkten Aufstieg, setzte sich aber in der Aufstiegsrunde der Tabellenzweiten durch. Auch in der fünften Liga platzierte sich der Klub hinter dem Vorjahresrivalen auf dem zweiten Tabellenrang und schaffte erneut durch Erfolge in der Aufstiegsrunde den Durchmarsch in die vierte Liga.

### Leichtathletik
Die Leichtathletikabteilung gehört zu den ältesten des Klubs. Vor allem auf regionaler Ebene zeichneten sich die Sportler des Klubs aus und gewannen bei Distriktmeisterschaften mehrfach Titel. Auch auf nationaler Ebene traten Mitglieder des Klubs in Erscheinung und belegten bei Landesmeisterschaften vordere Plätze. 
Der Klub war zudem mehrfach Ausrichter der Norrlandsmästerskap.